# Municipio de Colona
El municipio de Colona (en inglés: Colona Township) es un municipio ubicado en el condado de Henry en el estado estadounidense de Illinois. En el año 2010 tenía una población de 6822 habitantes y una densidad poblacional de 88,2 personas por km².

## Geografía
El municipio de Colona se encuentra ubicado en las coordenadas 41°27′9″N 90°22′10″O / 41.45250, -90.36944. Según la Oficina del Censo de los Estados Unidos, el municipio tiene una superficie total de 77.35 km², de la cual 74.95 km² corresponden a tierra firme y (3.11%) 2.4 km² es agua.

## Demografía
Según el censo de 2010, había 6822 personas residiendo en el municipio de Colona. La densidad de población era de 88,2 hab./km². De los 6822 habitantes, el municipio de Colona estaba compuesto por el 96.07% blancos, el 0.51% eran afroamericanos, el 0.16% eran amerindios, el 0.35% eran asiáticos, el 0.06% eran isleños del Pacífico, el 1% eran de otras razas y el 1.85% pertenecían a dos o más razas. Del total de la población el 5.51% eran hispanos o latinos de cualquier raza.